# Флажолет (музичний інструмент)

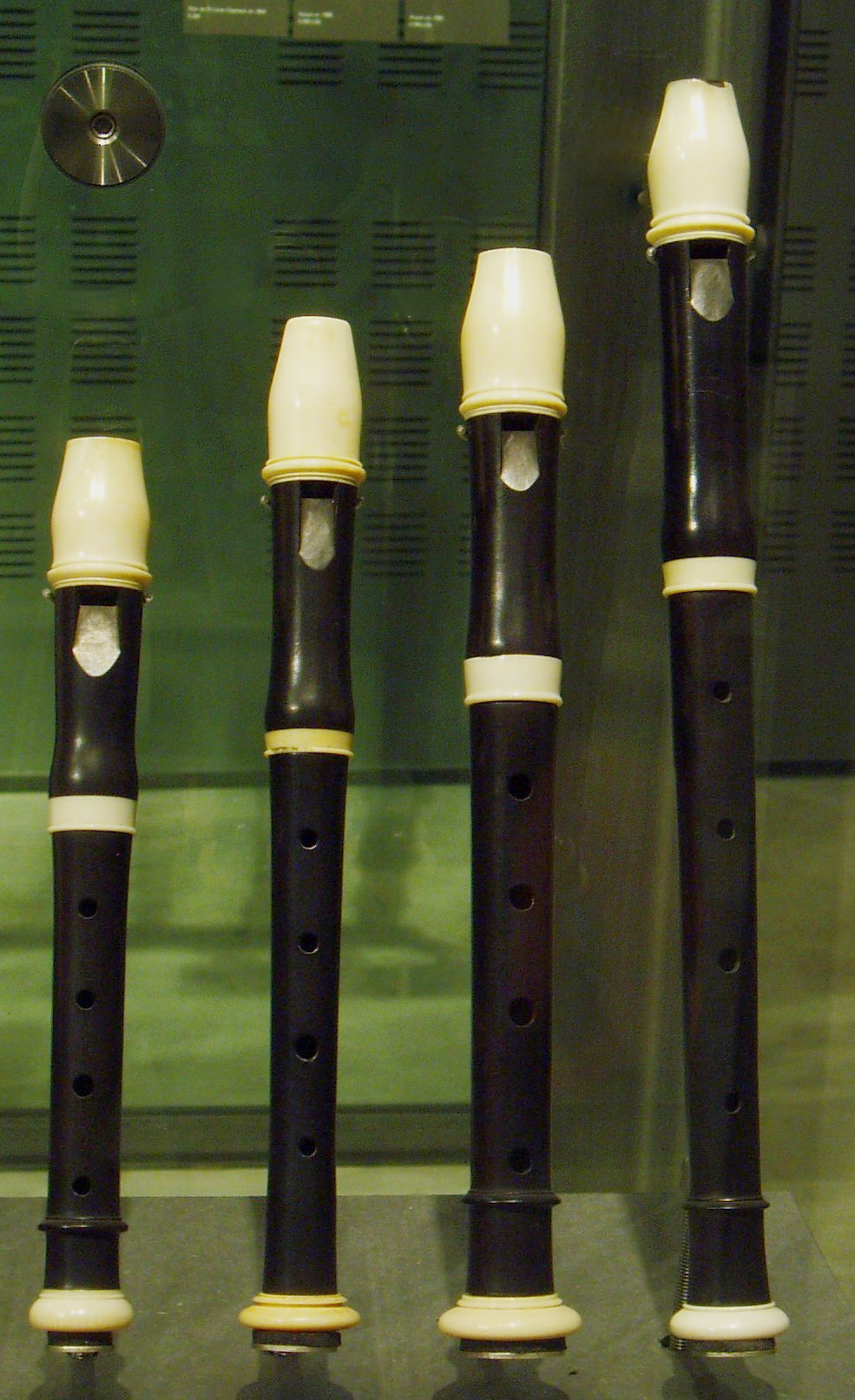
Флажолети

Флажоле́т (фр. flageolet — «свиріль») — старовинна поздовжня флейта типу свирелі з наконечником на кшталт свистка. Батьківщина — Франція та Нідерланди. Інструмент був винайдений у 1581 році. Має чотири отвори: два спереду та 2 зі зворотного боку.